# آرثر بوث (لاعب كريكت)
آرثر بوث (3 نوفمبر 1902 - 17 أغسطس 1974) (بالإنجليزية: Arthur Booth)‏ هو لاعب كريكت بريطاني (وحمل سابقاً جنسية المملكة المتحدة لبريطانيا العظمى وأيرلندا).